# Aftoniusz
Aftoniusz z Antiochii (łac. Aphthonius, gr. Ἀφθόνιος Afthonios) – grecki retor i sofista z IV wieku n.e. czynny we wschodnim cesarstwie rzymskim.
Według Gemistona Pletona działał w Antiochii. Był autorem zaginionego komentarza do dzieła Hermogenesa oraz powstałej przed 391 rokiem Progymnasmaty, która zachowała się do czasów współczesnych. 
Powstałym od jego imienia określeniem chria Aphthoniana nazywano wyprowadzoną z sentencji krótką rozprawę lub opowieść, ułożoną według wymaganych reguł oratorsko-stylistycznych; w XIX-wiecznym szkolnictwie potocznie określano tak łacińskie retoryczne ćwiczenia uczniów.